# لوتس بيكريز
لوتس بيكريز (بالإنجليزية: Lotus Bakeries)‏ هي شركة بسكويت بلجيكية تأستت في 1932م. لديها مصانع في بلجيكا، وجنوب أفريقيا  والولايات المتحدة.